# Carbacanthographis muriformis
Carbacanthographis muriformis är en lavart som beskrevs av E. Tripp & Lendemer. Carbacanthographis muriformis ingår i släktet Carbacanthographis och familjen Graphidaceae.   Inga underarter finns listade i Catalogue of Life.